# Josep Codina i Serra
En Josep Codina i Serra, "el Bessó" (Cal Metre, Gironella, 3 de gener de 1907 - Gironella, 7 de juliol de 1987) fou un músic i compositor de sardanes gironellenc.

## Vida
En Josep Codina va néixer a la colònia tèxtil de Cal Metre, a Gironella el 3 de gener del 1907. Va començar a formar-se en la música als set anys amb el seu primer mestre, "el Rafalet". Els seus altres mestres foren en Josep Font ("Pepet Carnicer") i sobretot el "Freixa", amb qui va anar a Barcelona per aprendre a tocar el clarinet amb el músic de la Banda Municipal de Barcelona, Julio Jarque.
A nivell professional va començar a tocar en balls i revetlles de la comarca i quan va tornar del servei militar va començar a treballar en el Cinema Ideal de Gironella, on tocava en directe a les pel·lícules mudes abans de formar el seu primer conjunt musical, Simfònic Jazz amb set gironellencs més que va tocar fins a la Guerra Civil Espanyola. Després de la Guerra, va començar a dirigir diverses corals i a donar classes de solfeig, violí i clarinet. En Josep Codina va dirigir el Cor de Clavé la Societat Coral Unió de Puig-Reig i els grups de caramellaires de Viladomiu Vell i Cal Bassacs abans de passar a dirigir l'Aroma Gironellenca en la que va succeir al Mestre Josep Font i Parera. També va tocar en la Cobla Principal Alt Llobregat de Puig-Reig.

## Obra
A banda d'obres menors que va compondre quan tocava amb "Simfònic Jazz", en Josep Codina és conegut sobretot com a compositor de sardanes. Les sardanes que va compondre són "Puigreigenca", "per a cantar i ballar", "L'amic Molins", "A la Rosalia" (obligada de tenora), "A Gironella" (versió en sardana de la coneguda Roseta de Gironella), "Pasqua d'amor", "A la Font del Balç", "A posta de sol", "Esbart Sant Jordi", "Esperit català", "Fent barquetes" i "Joia navarclina", "la cançó de Gironella", "La donzella enamorada", "La plaça vella" (de Navarcles), "L'aplec de Navarcles" i "Visca la Pasqua"